# Kurt Schill
Kurt Erich Cäsar Schill (* 7. Juli 1911 in Schiffbek; † 14. Februar 1944 im KZ Neuengamme) war ein deutscher kommunistischer Widerstandskämpfer gegen den Nationalsozialismus.

## Leben

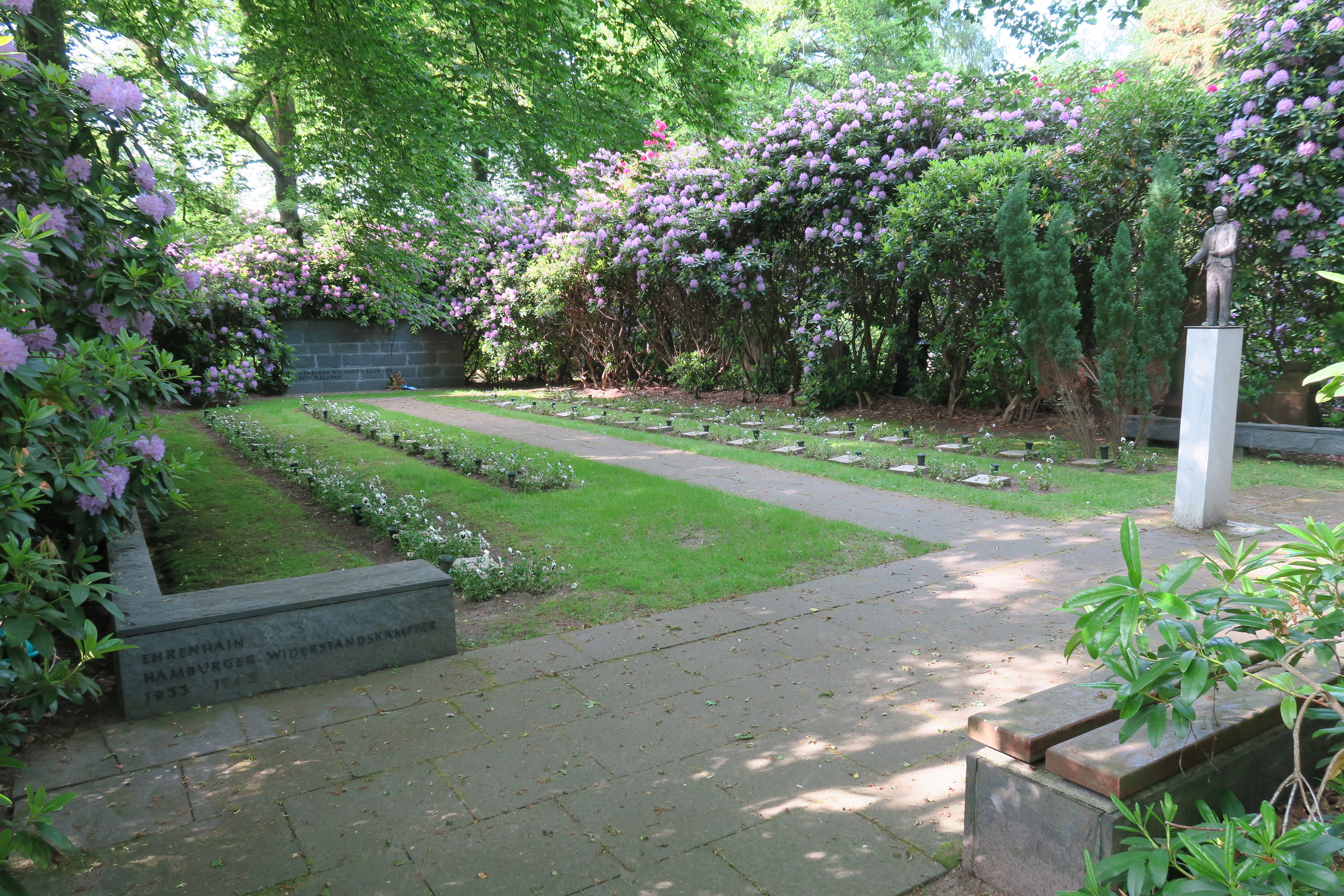
Ehrenhain Hamburgischer Widerstandskämpfer auf dem Friedhof Ohlsdorf

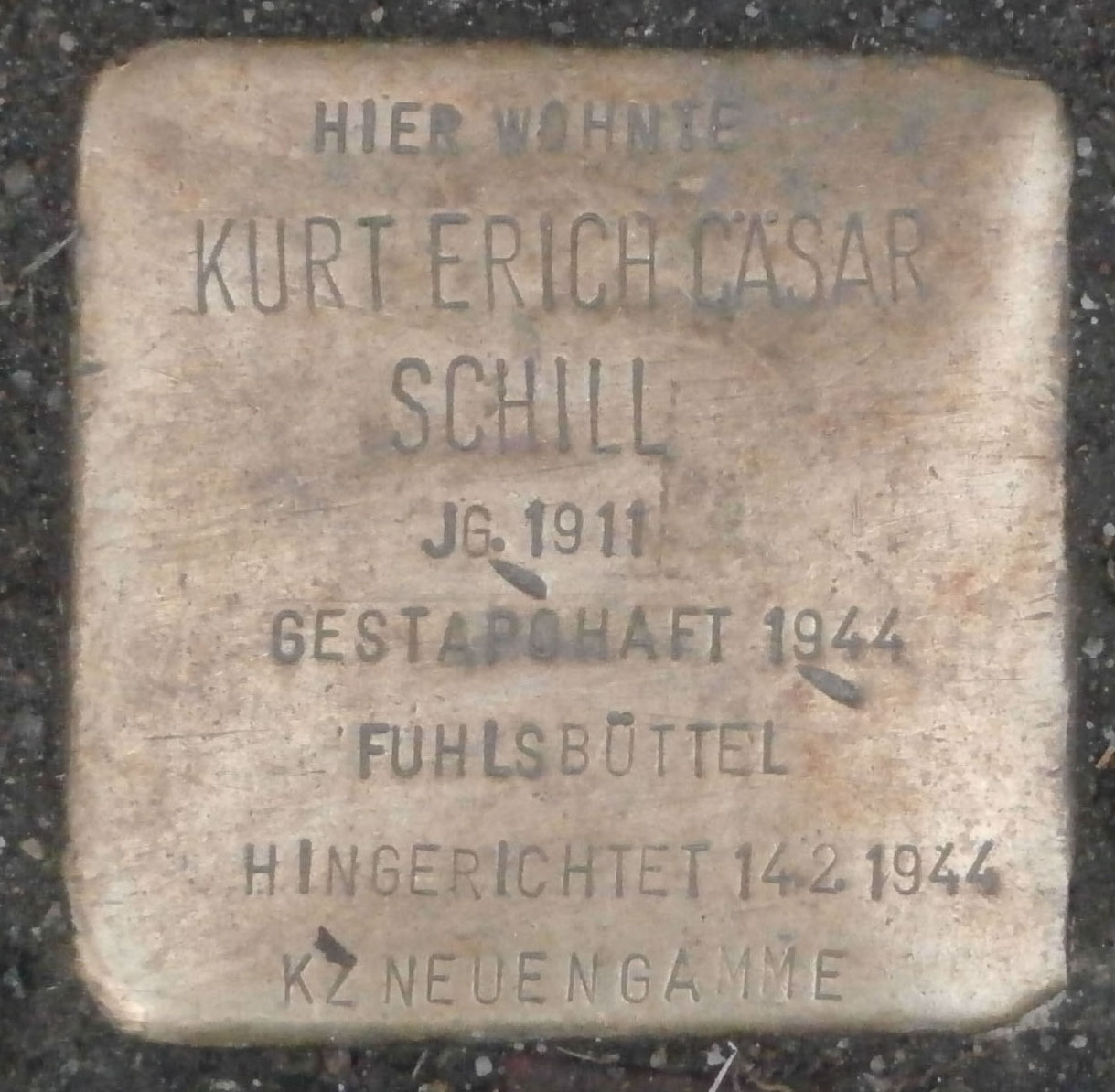
Stolperstein Bartelsstraße 53

1928 schloss sich Kurt Schill gemeinsam mit seiner späteren Ehefrau Hilda Pfeiffer der KPD an.
Zusammen mit Bruno Endrejat, Walter Stödter, Heinrich Matz, Gerd Schmarander, William Dabelstein und Adolf Wolf nahmen sie nach 1933 die Arbeit in einer sogenannten Fünfergruppe auf.
Im Kinderwagen ihres Sohnes brachte Hilda Schill wiederholt antifaschistische Schriften aus dem Erzgebirge, später stand ein Vervielfältigungsapparat bei den Schills zu Hause, dessen Druckgeräusche vom Rattern der familieneigenen Stickmaschine übertönt wurden. Themen der meist von Kurt Schill selbst geschriebenen Flugblätter waren immer wieder Berichte aus Konzentrationslagern und die laufenden Kriegsvorbereitungen. Vor der Hinrichtung von Etkar André klebte die Gruppe lange Zeit unter Lebensgefahr Plakate – zwei ihrer Mitglieder waren bereits 1933 verhaftet und schwer misshandelt worden.
Schill war ab 1939 bei der Reichsbahn dienstverpflichtet, zunächst in Hamburg, dann ab 1943 im von den Nazis okkupierten Teil der Sowjetunion.
Ende Juni 1943 wurden 79 aktive Antifaschisten wegen der Bombenangriffe auf Hamburg von der Untersuchungshaft „beurlaubt“, darunter Walter Bohne. Zu dieser Zeit war auch Kurt Schill wegen Bombenurlaubs zu Hause. Über Bruno Endrejat lernte er Walter Bohne kennen und bot ihm mit seiner Frau Unterschlupf in ihrer Wohnung an.
Am 5. Januar 1944 wurde dieser von der Gestapo erschossen, als er zu einem Treffen mit Hans Hornberger erschien. Dieser war schon am Vortag nach einer Denunziation durch den Spitzel Alfons Pannek verhaftet worden. Über Walter Bohne führte die Spur zu den Schills.
Schill wurde am 6. Januar verhaftet und am 14. Februar zusammen mit Hans Hornberger sowie Gustav Bruhn und Elisabeth Bruhn im KZ Neuengamme auf Befehl Heinrich Himmlers gehenkt. Gegenüber seiner Frau wurde behauptet, er sei bei einem Bombenangriff auf den Volksgerichtshof in Berlin umgekommen.
Schills Urne wurde 1946 auf dem Ohlsdorfer Friedhof im Ehrenhain der Hamburger Widerstandskämpfer beigesetzt (Kissenstein Kurt Schill zweite Reihe von links, fünfter Stein).
In Hamburg erinnern eine nach ihm benannte Straße (Kurt-Schill-Weg) im Stadtteil Niendorf und ein Stolperstein vor seiner letzten Wohnadresse Bartelsstraße 53 in Hamburg-Sternschanze an Schill. Am 22. April 1987 wurde eine Namenstafel am Mahnmal Tisch mit 12 Stühlen zu Ehren der Widerstandskämpfer in Hamburg-Niendorf angebracht.
Der ehemalige Hamburger Innensenator Ronald Schill ist sein Enkel.